# Manu Ferrera
Manuel Ferrera, detto Manu (El Cerro de Andévalo, 21 ottobre 1958), è un allenatore di calcio ed ex calciatore belga, di origini spagnole.

## Biografia
I suoi fratelli Cisco ed Emilio sono stati a loro volta ex calciatori ed allenatori professionisti, così come suo nipote (figlio di Cisco) Yannick.

## Carriera

### Giocatore
Ha giocato da calciatore professionista in Belgio ed in Giappone.

### Allenatore
Dal 1992 al 1995 lavora come vice al Seraing, club nel quale nella stagione 1995-1996 ha allenato la prima squadra, nella prima divisione belga, nella quale la sua squadra arriva sedicesima (e terzultima) in classifica, retrocedendo in seconda divisione.
Dopo aver allenato per cinque stagioni (dal 1996 al 2000) nelle giovanili dell'Anderlecht, nel marzo del 2000 subentra sulla panchina del Charleroi, formazione della massima serie belga, con cui conclude il campionato con una rimonta nelle ultime giornate che consente alla squadra di conquistare la salvezza.
Nella stagione 2000-2001 allena l'Eendracht Aalst nella prima divisione belga, ottenendo la salvezza; viene riconfermato anche per la stagione 2001-2002, al termine della quale la squadra da lui allenata retrocede in seconda divisione. Successivamente nel 2003 diventa allenatore del Kortrijk, in terza divisione belga: nel suo primo anno arriva secondo in classifica e conquista la promozione in seconda divisione, categoria nella quale allena nella stagione 2005-2006 e nella stagione 2006-2007, chiuse rispettivamente con un quinto ed un terzo posto in classifica. Lascia poi la squadra per passare in prima divisione allo Standard Liegi, club nel quale lavora come vice nella stagione 2006-2007 e nella stagione 2007-2008. Dal 2008 al 2014 è invece allenatore in seconda del Gent, sempre in prima divisione; per un periodo, nell'ottobre del 2012, viene anche nominato allenatore della squadra.
Dal 2014 al 2019 allena nelle giovanili del Gent, per poi diventare in seguito vice della nazionale iraniana.